# 趙敏熙
趙敏熙（？年—？年），四川省敘州府宜賓縣人，邑增生，同治丁卯科帶補壬戌恩科叔姪兄弟同科舉人，光緒庚辰科三甲第133名進士，廣西陽朔縣知縣，厯署桂平縣、蒼梧縣知縣，升用直隸州知州